# Laboratoires nucléaires de Chalk River
Les laboratoires nucléaires de Chalk River (aussi connus sous le nom de Chalk River Labs et plus exactement de Chalk River Nuclear Laboratories) est un centre de recherche nucléaire canadien situé à Deep River, à proximité du village de Chalk River en Ontario. Ce centre est responsable du développement de la technologie du réacteur CANDU.
Le réacteur nucléaire NRU du complexe fabrique des éléments radioactifs utilisés en médecine nucléaire : des isotopes médicaux.
Les Laboratoires de Chalk River emploient environ 2 800 personnes, ce qui en fait le deuxième employeur en importance dans le comté de Renfrew.

## Histoire
Le centre a été créé par une coopération britanno-canadienne datant de 1942. Les Chalk River Labs ont été officiellement ouverts en septembre 1945. Le centre développa le premier réacteur nucléaire opérationnel en dehors des États-Unis.
En 1952, alors que le réacteur NRX est en essai à puissance réduite, il subit une perte partielle de liquide de refroidissement (accident de niveau 5 selon l'échelle internationale des événements nucléaires) à la suite d'une excursion de puissance. Énergie atomique du Canada Limitée remet en fonction le site dans l'année. Son but est de promouvoir l'énergie nucléaire à des fins pacifiques (notamment, par le biais de ventes à l'étranger). Malgré la déclaration de l'utilisation pacifique de 1955 à 1976, les installations de Chalk River ont fourni environ 250 kg de plutonium, sous forme de combustible irradié du réacteur, pour le département de l'Énergie des États-Unis qui l'utilisa dans la production d'armes nucléaires. À titre de comparaison, la bombe larguée sur Nagasaki a utilisé environ 6,4 kg de plutonium.
La première centrale nucléaire canadienne est mis en service en 1962 près du site des laboratoires de Chalk River. Ce réacteur nucléaire de démonstration (NPD), a été une démonstration de la technologie CANDU. Cette technologie est alors présentée comme l'une des plus sûres.
Un deuxième accident, en 1958, impliquait une rupture de combustible et le feu dans le bâtiment du réacteur NRU. Ces deux accidents ont conduit l'armée canadienne à organiser des opérations urgentes de décontamination à la centrale nucléaire de Chalk River.
En 2008, environ 200 Canadiens attendent toujours des compensations financières. La version officielle étant que le « suivi de surveillance de la santé de ces travailleurs n'a pas révélé d'effets négatifs résultant des deux accidents ».
En 2009, les laboratoires fournissent au moins 40 % des isotopes radioactifs utilisés en imagerie médicale à travers le monde,. 
En mai 2009, la centrale nucléaire est arrêtée pendant trois mois pour permettre d'effectuer des réparations à l'une des cuves du réacteur NRU. Cet arrêt cause de la consternation parmi les spécialistes de la médecine nucléaire, principalement en Amérique du Nord, car plusieurs examens diagnostiques et traitements médicaux considérés comme urgents seront reportés ou abandonnés. En juillet 2009, EACL a annoncé que la centrale serait hors service jusqu'en octobre 2009, ce qui bouleverse les approvisionnements en isotopes radioactifs médicaux au Canada,. En août 2009, le gouvernement du Canada a annoncé que la centrale serait à nouveau fonctionnelle en avril 2010. La pénurie d'isotopes sera en partie diminuée à partir du 18 août par le retour en fonction du réacteur nucléaire de Petten (en), réacteur de recherches situé à Petten aux Pays-Bas.
En juillet 2012, des experts nucléaires de Chalk River ont tenu  une conférence de presse et dressé un piquet d'information pour demander à leur employeur, Énergie atomique du Canada limitée (EACL), une entente équitable.
- avril 2017 : projet de construction d'un dépotoir nucléaire à Chalk River[11]

Le permis du réacteur NRU a expiré en 2016, mais a été prolongé jusqu'au 31 mars 2018. Le réacteur a été mis à l’arrêt pour la dernière fois à 19 h le 31 mars 2018 et est entré dans un « état d’entreposage » avant les opérations de déclassement, qui se poursuivra pendant de nombreuses années dans le cadre des futurs permis d’exploitation ou de déclassement délivrés par la CCSN.

## Principaux équipements
- ZEEP - Zero Energy Experimental Pile Reactor (1946-1973).
- NRX - National Research Experimental (Reactor) (1947-1992).
- NRU - National Research Universal (Reactor) - réacteur de 135 MWt (1957-2018).
- Pool Test Reactor (PTR) - Pool Test 10 kW Reactor (1957-1990).
- ZED-2 - Zero Energy Deuterium - réacteur de 200 W (1960-).
- NPD - Nuclear Power Demonstration - réacteur de 20 MW(e) ; situé à Rolphton, Ontario (1960-1987).
- SLOWPOKE (en) - Safe Low-Power Kritical Experiment - réacteur de 5 kW (1970-1976) - déplacé à l'Université de Toronto en 1971.
- TASCC - Tandem Accelerator Superconducting Cyclotron (1986-1996).
- MAPLE (en) - Multipurpose Applied Physics Lattice Experiment Reactor (2000-2008, projet abandonné).